# PRPSAP2
PRPSAP2 (англ. Phosphoribosyl pyrophosphate synthetase associated protein 2) – білок, який кодується однойменним геном, розташованим у людей на короткому плечі 17-ї хромосоми. Довжина поліпептидного ланцюга білка становить 369 амінокислот, а молекулярна маса — 40 926.
| 10         |  | 20         |  | 30         |  | 40         |  | 50         |
| ---------- |  | ---------- |  | ---------- |  | ---------- |  | ---------- |
| MFCVTPPELE |  | TKMNITKGGL |  | VLFSANSNSS |  | CMELSKKIAE |  | RLGVEMGKVQ |
| VYQEPNRETR |  | VQIQESVRGK |  | DVFIIQTVSK |  | DVNTTIMELL |  | IMVYACKTSC |
| AKSIIGVIPY |  | FPYSKQCKMR |  | KRGSIVSKLL |  | ASMMCKAGLT |  | HLITMDLHQK |
| EIQGFFNIPV |  | DNLRASPFLL |  | QYIQEEIPDY |  | RNAVIVAKSP |  | ASAKRAQSFA |
| ERLRLGIAVI |  | HGEAQDAESD |  | LVDGRHSPPM |  | VRSVAAIHPS |  | LEIPMLIPKE |
| KPPITVVGDV |  | GGRIAIIVDD |  | IIDDVDSFLA |  | AAETLKERGA |  | YKIFVMATHG |
| LLSSDAPRRI |  | EESAIDEVVV |  | TNTIPHEVQK |  | LQCPKIKTVD |  | ISMILSEAIR |
| RIHNGESMSY |  | LFRNIGLDD  |  |            |  |            |  |            |

A: Аланін

C: Цистеїн

D: Аспарагінова кислота

E: Глутамінова кислота

F: Фенілаланін

G: Гліцин

H: Гістидин

I: Ізолейцин

K: Лізин

L: Лейцин

M: Метіонін

N: Аспарагін

P: Пролін

Q: Глутамін

R: Аргінін

S: Серин

T: Треонін

V: Валін

Кодований геном білок за функцією належить до фосфопротеїнів. 
Задіяний у таких біологічних процесах, як ацетилювання, альтернативний сплайсинг. 